# 로저 윌리엄스
로저 윌리엄스(영어: Roger Williams, 1603년 12월 21일 ~ 1683년 1월 27일과 3월 15일 사이)는 개신교 신학자이다. 청교도 목사였으나 침례교회로 교파를 옮겼다. 종교의 자유와 교회와 국가의 분리를 주장한 로저의 사상은 미국 민주주의 역사발전에 기여했으나, 자신의 종교적 신념때문에 청교도 공동체에서 추방되었다. 아메리카 토착민들의 도움으로 아내와 자신의 새로운 거주지인 프로비던스로 이주했으며, 여성도 설교할 수 있다고 주장한 앤 허친슨처럼 급진적 종교신념 때문에 종교적 박해를 받는 사람들을 받아들였다.

## 같이 보기
- 존 코튼
- 앤 허친슨